# Gare de Wolfville
La gare de Wolfville, en Nouvelle-Écosse, est une ancienne gare ferroviaire canadienne située à Wolfville en Nouvelle-Écosse.
Fermée au service des voyageurs, son bâtiment est classé gare patrimoniale en 1992.